# Straight Ahead (album Pennywise)
Straight Ahead – piąty album punkrockowego zespołu Pennywise. Ukazał się on 1 lipca 1999 roku. Zawiera radiowy hit "Alien" – jedną z najbardziej rozpoznawanych piosenek zespołu. Jest to druga płyta, wydana od czasu śmierci basisty Jasona Matthewsa Thirska.

## Lista utworów
1. "Greed" – 3:15
2. "My Own Country" – 2:36
3. "Can't Believe It" – 1:57
4. "Victim of Reality" – 2:28
5. "Might Be a Dream" – 2:43
6. "Still Can Be Great" – 2:52
7. "Straight Ahead" – 2:41
8. "My Own Way" – 2:52
9. "One Voice" – 2:46
10. "Alien" – 4:07
11. "Watch Me as I Fall" – 2:10
12. "Just for You" – 2:28
13. "Can't Take Anymore" – 3:15
14. "American Dream" – 2:57
15. "Need More" – 2:56
16. "Never Know" – 2:42
17. "Badge of Pride" – 3:35
18. "Down Under" – 2:28 (ścieżka bonusowa w australijskim wydaniu albumu)

## Skład zespołu
- Jim Lindberg – Wokal
- Fletcher Dragge – Gitara elektryczna
- Randy Bradbury – Gitara basowa
- Byron McMackin – Perkusja

## Produkcja
- Produkcja: Darian Rundall, Pennywise
- Inżynier: Darian Rundall
- Mastering: Eddie Schreyer
- Dyrektor artystyczny: Jesse Fischer
- Okładka: Jesse Fischer
- Projekt okładki: Dave Leamon

## Listy przebojów

### Album
Billboard Magazine (Ameryka Północna)
| Rok  | Zestawienie         | Pozycja |
| ---- | ------------------- | ------- |
| 1999 | The Billboard 200   | 62      |
| 1999 | Top Canadian Albums | 17      |

### Single
Billboard Magazine (Ameryka Północna)
| Rok  | Tytuł singla | Zestawienie        | Pozycja |
| ---- | ------------ | ------------------ | ------- |
| 1999 | "Alien"      | Modern Rock Tracks | 36      |